# 1983 Голяма награда на Сан Марино
1983 Голяма награда на Сан Марино е 3-то за Голямата награда на Сан Марино и четвърти кръг от сезон 1983 във Формула 1, провежда се на 1 май 1983 година на пистата Имола близо до град Имола, Италия.

## Репортаж
Осела дадоха шанс на Пиеркарло Гинзани да изпробва новия, конструиран от Тони Саутгейт болид FA1E, задвижван с V12 двигател на Алфа Ромео, докато РАМ Марч дойдоха само с Елисео Салазар, след като проблеми със спонсорите принуди Жан-Люис Шлесер да напусне отбора.

### Квалификация
Рене Арну донесе радост на местните тифози на Ферари с пол-позиция, побеждавайки времето на втория Нелсън Пикет с почти седем десети. Съотборникът на Арну, Патрик Тамбей се класира трети пред Ален Прост с Рено, Рикардо Патрезе с Брабам и Еди Чийвър с второто Рено. Топ 10 допълват още АТС-а на Манфред Винкелхок, Алфа Ромео-то на Андреа де Чезарис, Лотус-а на Елио де Анджелис и втората Алфа на Мауро Балди. Проблемите върху новия болид на Осела попречиха на Гинзани да намери място на стартовата решетка в утрешното състезание.

### Състезание
Феновете имаха поводи за радост не само заради успешния старт на двете Ферари-та на Арну и Тамбей, но и проблемите на Нелсън Пикет, който спря на място още на старта. За радост никой не удари спрелия Брабам на бразилеца като той се върна в състезанието благодарение от помощта на маршалите. През това време двете Ферари-та, Патрезе и Прост са събрани в група, която е преследвана от де Чезарис, де Анджелис, Винкелхок и Балди. Чийвър завърши само две обиколки, след повреда по неговия V12 двигател на Рено. След проблемите на Пикет, който си пробиваше напред в колоната единствената надежда на добър резултат е втория Брабам на Патрезе, който изпревари и двете Ферари-та, за да поведе в 6-а обиколка. Балди изпревари Винкелхок и де Анджелис които започнаха да изпитват проблеми по своите болиди, преди Кеке Розберг да изпревари и тримата за 6-а позиция.
Патрезе имаше преднина от над секунда пред Арну и на още две пред Тамбей и Прост, които бяха разделени от Ероуз-а на Марк Сюрер. Ники Лауда който стартира 18-и, отпадна след завъртане последвано от Тирел-а на Микеле Алборето. Винкелхок се свлече до 20-а позиция след смяна гумите, докато Лотус-ите на де Анджелис и Найджъл Менсъл се движеха 8-и и 11-и, а Брабам-а на Пикет между тях на 9-а, въпреки че прегря двигателя си при опита си да стартира болида си в старта на състезанието.
Арну е първият от лидерите който спря за смяна на гуми и зареждане с гориво в 20-а обиколка. Французинът се върна пред Алфа-та на де Чезарис, който го изпревари за половин обиколка, преди Арну да го изпревари. Прост е следващия в началото на 27-ата обиколка, но по-бавния му стоп го изпрати зад Ферари-то на Арну, следван моментално от де Чезарис, който се свлече зад Уилямс-а на Розберг. След стоповете на Менсъл и Розберг, Тамбей е следващия който да посети бокса на своя тим, връщайки се пред съобортника си Арну за втора позиция. Патрезе спря в началото на 34-та обиколка, но проблем при монтирането на задните гуми, поради прегряване на задните спирачки и с това той даде лидерството на Тамбей. Най-добрите стопове обаче бяха тези на Пикет (11.2 секунди) и на Жак-Анри Лафит (14 секунди), докато Балди имаше твърде бавен стоп (24.2 секунда), което го свлече на 12-а обиколка.
Дерек Уорик със своя Толеман се движеше 14-и, преди да удари предпазните гуми на завоя Риваца, успявайки да постави предната част на болида върху предпазните гуми. 10 обиколки по-късно Дани Съливан (който се движеше също 14-и след отпадането на Уорик и изпреварвайки Ероуз-а на Чико Сера) също напусна състезанието на същото място като паркира Тирел-а си в задната част на Толеман-а. де Чезарис е следващия, който отпадна в 45-а обиколка с повреда в двигателя което прати Пикет на 5-а позиция, преди и той да изчезне от класирането със същия проблем. Жан-Пиер Жарие също се влкючи в списъка с отпадналите след като камък повреди радиатора на неговото Лижие.
Патрезе се доближи до Ферари-то на Тамбей, намаляйки преднината до половин секунда в 52-рата обиколка. Две обиколки по-късно италианеца изпревари Тамбей, но лидерството му е отнето секунди по-късно след като се вряза в предпазните гуми на завоя Аква Минерале, което зарадва „тифозите“. Тамбей, не вярвайки на късмета си запази водачеството си до финала и завърши на почти минута пред Прост. Арну завърши трети, поставейки двете Ферари-та на подиума, въпреки че се завъртя на завоя където Патрезе отпадна. Розберг, Макларън-а на Джон Уотсън (който стартира 24-ти спечели много позиции благодарение да отпаданията на една трета от пилотите) и Сюрер завършиха в зоната на точките. 6-о място можеше да бъде притежание на Мауро Балди преди повреда по двигателя, четири обиколки до финала да го ограби от тази позиция.

## Резултати
| Поз | No | Пилот             | Конструктор   | Обиколки | Време/Отпадане | Място | Точки |
| --- | -- | ----------------- | ------------- | -------- | -------------- | ----- | ----- |
| 1   | 27 | Патрик Тамбе      | Ферари        | 60       | 1:37:52.460    | 3     | 9     |
| 2   | 15 | Ален Прост        | Рено          | 60       | + 48.781       | 4     | 6     |
| 3   | 28 | Рене Арну         | Ферари        | 59       | + 1 Об.        | 1     | 4     |
| 4   | 1  | Кеке Розберг      | Уилямс-Форд   | 59       | + 1 Об.        | 11    | 3     |
| 5   | 7  | Джон Уотсън       | Макларън-Форд | 59       | + 1 Об.        | 24    | 2     |
| 6   | 29 | Марк Сюрер        | Ероуз-Форд    | 59       | + 1 Об.        | 12    | 1     |
| 7   | 2  | Жак-Анри Лафит    | Уилямс-Форд   | 59       | + 1 Об.        | 16    |       |
| 8   | 30 | Чико Сера         | Ероуз-Форд    | 58       | + 2 Об.        | 20    |       |
| 9   | 26 | Раул Боесел       | Лижие-Форд    | 58       | + 2 Об.        | 25    |       |
| 10  | 23 | Мауро Балди       | Алфа Ромео    | 57       | Двигател       | 10    |       |
| 11  | 9  | Манфред Винкелхок | АТС-БМВ       | 57       | + 3 Об.        | 7     |       |
| 12  | 12 | Найджъл Менсъл    | Лотус-Форд    | 56       | Завъртане      | 15    |       |
| Отп | 6  | Рикардо Патрезе   | Брабам-БМВ    | 54       | Завъртане      | 5     |       |
| Отп | 22 | Андреа де Чезарис | Алфа Ромео    | 45       | Възпламаняване | 8     |       |
| Отп | 11 | Елио де Анджелис  | Лотус-Рено    | 43       | Управление     | 9     |       |
| Отп | 5  | Нелсън Пикет      | Брабам-БМВ    | 41       | Двигател       | 2     |       |
| Отп | 25 | Жан-Пиер Жарие    | Лижие-Форд    | 39       | Радиатор       | 19    |       |
| Отп | 4  | Дани Съливан      | Тирел-Форд    | 37       | Инцидент       | 22    |       |
| Отп | 35 | Дерек Уорик       | Толеман-Харт  | 27       | Завъртане      | 14    |       |
| Отп | 31 | Корадо Фаби       | Осела-Форд    | 20       | Завъртане      | 26    |       |
| Отп | 36 | Бруно Джакомели   | Толеман-Харт  | 20       | Окачване       | 17    |       |
| Отп | 8  | Ники Лауда        | Макларън-Форд | 11       | Завъртане      | 18    |       |
| Отп | 34 | Джони Чекото      | Теодор-Форд   | 11       | Завъртане      | 23    |       |
| Отп | 3  | Микеле Алборето   | Тирел-Форд    | 10       | Инцидент       | 13    |       |
| Отп | 33 | Роберто Гереро    | Теодор-Форд   | 3        | Завъртане      | 21    |       |
| Отп | 16 | Еди Чийвър        | Рено          | 1        | Турбо          | 6     |       |
| НКв | 17 | Елисео Салазар    | РАМ-Форд      |          |                |       |       |
| НКв | 32 | Пиеркарло Гинзани | Осела-Форд    |          |                |       |       |

## Класиране след състезанието
| Поз | Пилот        | Точки |
| --- | ------------ | ----- |
| 1   | Ален Прост   | 15    |
| 2   | Нелсон Пикет | 15    |
| 3   | Патрик Тамбе | 14    |
| 4   | Джон Уотсън  | 11    |
| 5   | Ники Лауда   | 10    |

| Поз | Конструктор   | Точки |
| --- | ------------- | ----- |
| 1   | Ферари        | 22    |
| 2   | Макларън-Форд | 21    |
| 3   | Рено          | 19    |
| 4   | Брабам-БМВ    | 15    |
| 5   | Уилямс-Форд   | 12    |